# وینونا (تگزاس)
وینونا، تگزاس(به انگلیسی: Winona, Texas) شهری در ایالت تگزاس از ایالات جنوبی ایالات متحده آمریکا است. در سرشماری سال ۲۰۰۰، جمعیت این شهر ۵۸۲ نفر اعلام شد.